# Tinamou de Patagonie
Tinamotis ingoufi
Espèce
Statut de conservation UICN

 LC  : Préoccupation mineure
Le Tinamou patagon ou Tinamou de Patagonie (Tinamotis ingoufi) est une espèce d'oiseaux de la famille des Tinamidae.

## Répartition
Comme son nom l'indique, cet oiseau fréquente la steppe (mais aussi la savane) du sud de l'Argentine et du Chili.